# Аль-Утайби, Марзук
Марзу́к а́ль-Отаиби́ (араб. مرزوق العتيبي‎; 7 ноября 1975) — футболист из Саудовской Аравии, нападающий катарского клуба «Аль-Мархия» из Дохи. В 1999—2004 годах выступал за сборную Саудовской Аравии.

## Карьера

### Клубная
Футбольную карьеру Марзук начал в 1997 году в клубе «Аль-Шабаб» из Эр-Рияда. В 1999 году он, вместе с командой, выиграл арабскую Лигу чемпионов. В 2000 году, аль-Отаиби, за 9 миллионов риалов перешёл в клуб «Аль-Иттихад», за который играл затем в общей сумме 8 лет. С этим клубом он вновь выиграл Арабскую Лигу чемпионов в сезоне 2004/05. Также нападающий дважды становился победителем Лиги чемпионов АФК в 2004 и 2005 году и трижды чемпионом Саудовской Аравии в сезонах 2000/01, 2002/03 и 2006/07.
В 2007 году Марзук перешёл в «Аль-Наср» и, отыграв в нём почти год, вновь вернулся в «Аль-Иттихад».
В 2009 году аль-Отаиби подписал контракт с клубом «Аль-Вахда» из Мекки и играл там в течение двух лет. 26 декабря 2011 года Марзук подписал контракт с катарским клубом «Аль-Мархия» из Дохи, рассчитанный на шесть месяцев.

### В сборной
Самым большим достижением Марзука аль-Отаиби является его успех в выступлении вместе со сборной Саудовской Аравии на Кубке конфедераций 1999. Там, наряду с Куаутемоком Бланко и Роналдиньо, ему удалось с шестью голами стать лучшим бомбардиром турнира.
Также нападающий участвовал в розыгрышах Кубка Азии 2000 и 2004, матчах отборочного турнира к чемпионатам мира 2002 и 2006.

#### Статистика
Статистика матчей и голов за сборную по годам:
| Год  | Матчи | Голы |
| ---- | ----- | ---- |
| 1999 | 6     | 6    |
| 2000 | 5     | 1    |
| 2001 | 10    | 1    |
| 2002 | 1     | 0    |
| 2004 | 2     | 0    |

Итого: 24 матча, 8 голов
(откорректировано по состоянию на 2004 год)

## Достижения
«Аль-Шабаб»
- Победитель Арабской Лиги чемпионов по футболу: 1999

 «Аль-Иттихад»
- Победитель Лиги чемпионов АФК: 2004, 2005
- Победитель арабской Лиги чемпионов по футболу: 2004/05
- Чемпион Саудовской Аравии: 2000/01, 2002/03, 2006/07

 Сборная Саудовской Аравии
- 4-е место на Кубке конфедераций: 1999
- Финалист Кубка Азии: 2000

### Личные
- Лучший бомбардир Кубка конфедераций: 1999
- Рекордсмен сборной Саудовской Аравии по количеству голов на Кубках конфедераций: 6 голов